# 필 테일러
필 테일러(영어: Phil Taylor, 1954년 9월 21일 ~ 2015년 11월 12일)는 1975년부터 1984년까지, 1987년부터 1992년까지 헤비 메탈 밴드 모터헤드의 영국 드러머로 11장의 스튜디오 음반과 4장의 라이브 음반을 녹음했다. 테일러, 레미 킬미스터, 에디 클라크로 구성된 모터헤드 라인업은 일반적으로 밴드의 '클래식' 라인업으로 간주된다.

## 생애
테일러는 1954년 9월 21일 더비셔주 체스터필드의 하슬랜드에서 태어났다. 그는 아버지의 조언으로 리즈 음대에서 드럼 수업을 받았다. 같은 마약쟁이였던 레미 킬미스터를 만난 후, 그는 모토헤드에 합류했고 1975년 밴드의 첫 음반 《On Parole》을 녹음하는 동안 루카스 폭스를 대신했다. 레미는 폭스가 운동하지 않고 있었고 테일러는 "차가 있어서 스튜디오까지 데려다 줄 수 있다"고 말했다. 테일러는 레미를 기타리스트 에디 클라크에게 소개했는데, 레미는 집배를 그리는 동안 그와 함께 일했었다.
1980년 《Ace of Spades》 음반을 녹음한 직후 테일러는 힘 테스트에서 친구의 머리 위로 들어올려진 후 목이 부러졌지만 머리 위로 떨어졌다. 테일러는 〈Ace of Spades〉의 뮤직 비디오에서 볼 수 있듯이 목 보호대의 도움으로 모터헤드에서 연주를 계속했다. 그 결과, 테일러는 목 뒤에 위치한 눈에 띄는 혹(감정적으로 그의 엉덩이라고 불림)을 갖게 되었는데, 이는 이전의 척추 외상으로 인한 칼슘 침전물로 생각되었다. 당시 테일러에게 투어 중단 부상은 낯설지 않은 일이었는데, 그는 이전에 런던에 있는 자신의 아파트 밖에서 한 남자를 주먹으로 때리다가 손을 부러뜨렸기 때문이다. 테일러는 드럼 스틱이 충분히 아물 때까지 개퍼 테이프를 사용하여 드럼을 계속 쳤다.
테일러는 1984년 모터헤드를 떠났다. 다음 해, 그는 웨이스티드와 함께 출연했고, 전 모터헤드와 씬 리지의 기타리스트 브라이언 로버트슨과 함께 밴드 오퍼레이터를 결성했다. 1986년, 그는 프랭키 밀러의 투어 밴드의 일원이었다.
테일러는 1987년 모터헤드로 돌아왔다. 그는 "저는 항상 떠난 것을 후회했어요. 3년 동안 휴가를 냈다고 해두죠." 그는 1992년까지 그룹에서 계속 뛰었다. 지난 2년 동안 "정신 차리라"는 경고를 3번 받은 후, 그는 성적이 좋지 않다는 이유로 〈I Ain't No Nice Guy〉를 녹음한 후 해고당했다.

## 사망
테일러는 2015년 11월 12일 런던에서 향년 61세의 나이로 사망했다. 간부전이 원인으로 지목됐다.

## 음반 목록

### 모터헤드
- Motörhead (1977년)
- Overkill (1979년)
- Bomber (1979년)
- On Parole (1979년)
- Ace of Spades (1980년)
- No Sleep 'til Hammersmith (1981년)
- Iron Fist (1982년)
- Another Perfect Day (1983년)
- Rock 'n' Roll (1987년)
- Nö Sleep at All (1988년)
- 1916 (1991년)
- March ör Die (1992년) –  오직 〈I Ain't No Nice Guy〉